# 삼릉석

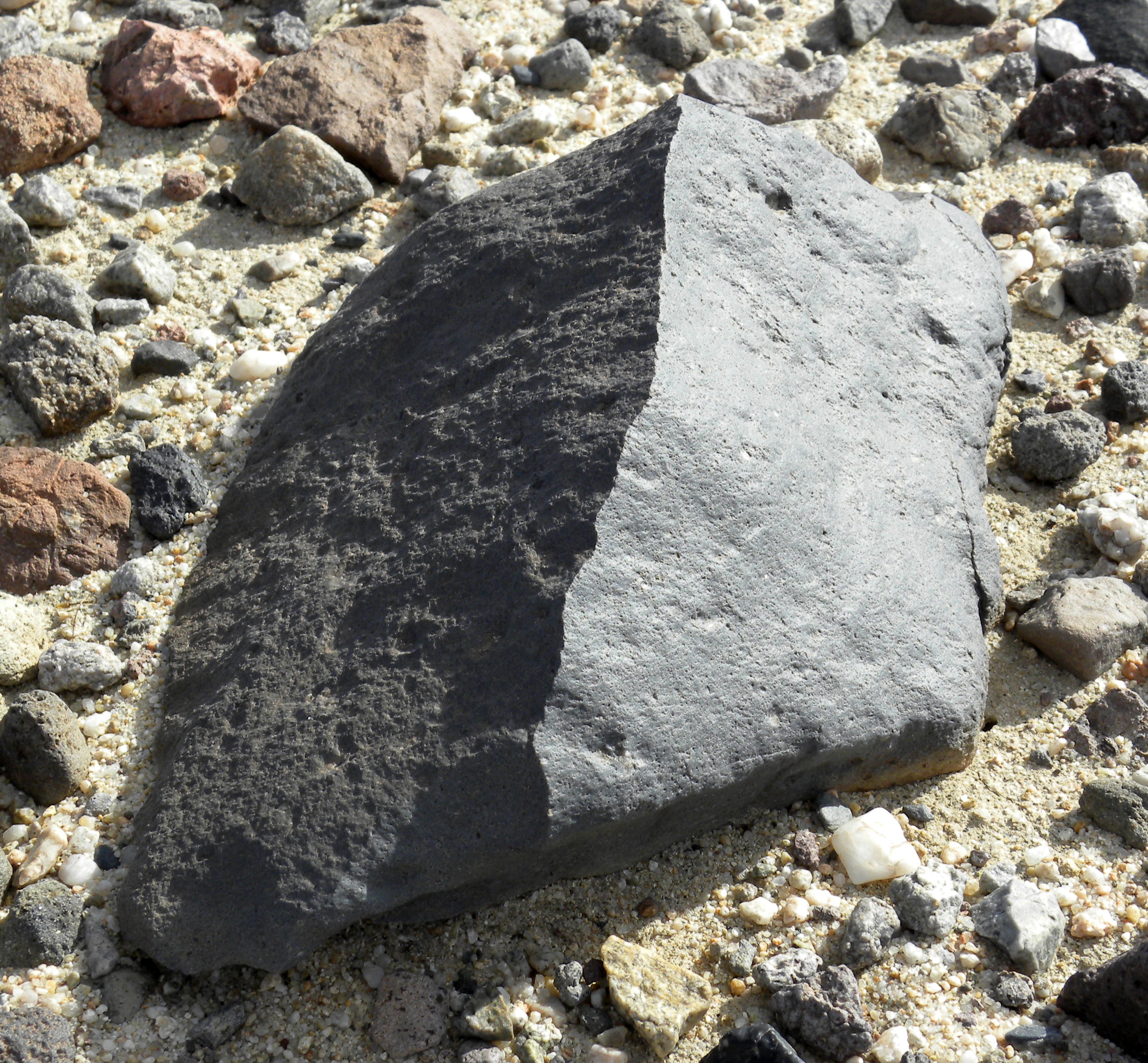
미국 모하비 사막의 풍릉석

삼릉석(三稜石)은 사막의 암석 중 하나이며, 바람에 날리는 모래의 침식으로 주로 2~3개의 평탄한 면과 모서리를 가지고 있다. 바람의 작용에 의해 생긴 암석이기 때문에 풍릉석(風稜石, 영어: ventifact)이라고도 불린다.
풍릉석은 바람에 날리는 모래에 의한 침식작용에 의해 1개 이상의 면이 마모되어 평탄하게 된 암석이다. 면들은 차례로 마모되며 바람의 주방향과 관련되어 있다. 한 면이 깎이면 암석은 균형을 잃고 움직여 또 다른 면이 바람에 노출되어 깎인다. 일반적으로 건조기후 조건하에서 흑요석·처트·규암 같은 단단한 세립질 암석에서 형성된다.